# منندراگر
منندراگر (به انگلیسی: Manendragarh) یک منطقهٔ مسکونی در هند است که در بخش کوریا واقع شده‌است. منندراگر ۱۰ کیلومتر مربع مساحت و ۳۳٬۰۷۱ نفر جمعیت دارد.